# Рударі
Рударі (рум. Rudari) — село у повіті Олт в Румунії. Входить до складу комуни Скерішоара.
Село розташоване на відстані 129 км на захід від Бухареста, 52 км на південь від Слатіни, 72 км на південний схід від Крайови.